# 팀 커리
팀 커리(Tim Curry, 1946년 4월 19일 ~ )는 영국의 배우 겸 가수, 작곡가, 성우이다. 그는 극장, 영화, 텔레비전 등으로 통해 왕성한 활동을 한 인물로 알려졌으며 특히 악당으로 자주 작품에 출연하였다. 팀 커리는 1973년 런던에서 그리고 1974년 로스앤젤레스의 무대 위에 록키 호러 쇼라는 뮤지컬에서 프랑켄푸르터 박사로 역할을 맡았고 이어서 그가 유명한 스타로 거듭나간 첫 작품은 이 뮤지컬을 영화로 리매이크한 1975년 컬트 영화 록키 호러 픽쳐 쇼였다. 록키 호러 프랜차이즈에서 연기를 마친 뒤에 커리는 그가 맡았던 조연에 대해서 크게 찬사를 받았다. 이어서 애니, 전설, 클루, 아마데우스, 잇, 스팸어랏이라는 다양한 영화, 연극, 드라마에 출연하였다.

## 생애
팀 커리의 아버지 제임스(James)는 영국 해군의 감리교 사제였으며 어머니 파트리샤(Patricia)는 학교 비서였다.
70대 나이에 접어들면서 뇌졸중으로 인해 하반신 마비를 앓는 중이다. 